# Paule de Beaumont
Paule de Beaumont, née le  28 octobre 1908 à Suresnes et morte le 7 janvier 1999 dans le 16e arrondissement de Paris,, est une scénariste française de télévision, également adaptatrice et traductrice de pièces de théâtre.

## Biographie
Raymonde Gabrielle Marie Paule de Rivaud de La Raffinière est la fille d'Olivier de Rivaud de La Raffinière, fondateur de la banque Rivaud, et de Nicole de Borrelli (fille du poète Raymond de Borrelli).
Mariée avec Jean de Beaumont, elle est la mère de Jacqueline de Ribes.

## Scénariste

### Télévision

#### Téléfilms
- 1969 : Les Eaux mêlées, (adapté du roman homonyme de Roger Ikor), téléfilm de Jean Kerchbron
- 1970 : Le Cœur cambriolé, téléfilm de Roger Iglésis
- 1974 : Le Tour d'écrou, (du roman d'Henry James), téléfilm de Raymond Rouleau
- 1976 : L'Homme de sable, (du roman de Jean Joubert), téléfilm de Jean-Paul Carrère
- 1981 : L'Ensorcelée, téléfilm de Jean Prat

#### Pièce de théâtre
- 1967 : Au théâtre ce soir Bon week-end Monsieur Bennett, réalisation de Pierre Sabbagh

#### Émission de télévision
- 1973 : Le Lys, réalisation de Jean-Paul Roux

## Théâtre
Adaptatrice
- 1953 : Eté et fumées, de Tennessee Williams, mise en scène Jean Le Poulain, théâtre de l'Œuvre
- 1955 : Témoin à charge, d'Agatha Christie, mise en scène Pierre Valde, théâtre Édouard VII
- 1959 : Bon week-end, monsieur Bennett, d'Arthur Watkyn, mise en scène Michel Vitold, théâtre de la Gaîté-Montparnasse
- 1974 : Un tramway nommé Désir, de Tennessee Williams, mise en scène Michel Fagadau, théâtre de l'Atelier

Traductrice
- 1949 : Un tramway nommé Désir, de Tennessee Williams, mise en scène Raymond Rouleau, théâtre Édouard VII
- 1953 : Désir sous les ormes, d'Eugène O'Neill, mise en scène Claude Sainval, Comédie des Champs-Élysées
- 1965 :  Au-delà du fleuve et sous les arbres, roman d'Ernest Hemingway